# Бекство из Алкатраза (филм)
Бекство из Алкатраза (енгл. Escape from Alcatraz) је филм из 1979. године, који је режирао Дон Сигел. Главне улоге играју: Клинт Иствуд, Фред Ворд и Патрик МакГуан. 

## Радња
Френк Морис је бивши пљачкаш банака који је до недавно био успешан бегунац из неколико америчких затвора. Међутим, то би требало да се промени његовим доласком у Алкатраз, најстрожи и најбоље чувани затвор на свету, за који важи да никада нико није успео да из њега побегне. Френк ипак не одустаје те окупља групу затвореника са којима пажљиво планира бег из затвора.

## Улоге
| Глумац         | Улога               |
| -------------- | ------------------- |
| Клинт Иствуд   | Френк Морис         |
| Патрик Макгуан | Управник            |
| Робертс Блосом | Чeстeр 'Док' Дaлтон |
| Џек Тибо       | Кларенс Англин      |
| Фред Ворд      | Џон Англин          |
| Пол Бенџамин   | Инглиш              |
| Лари Ханкин    | Чарли Батс          |
| Брус М. Фишер  | Вулф                |
| Френк Ронзио   | Литмус              |
| Дејвид Крајер  | Вагнер              |
| Медисон Арнолд | Зимерман            |
| Дeни Гловeр    | Затвореник          |

## Зарада
- Зарада у САД - 43.000.000 $